# Tourmanager
Een tourmanager (of concerttourmanager) is een persoon die zich bezighoudt met de administratieve, financiële en organisatorische taken tijdens een optreden of een reeks van optredens van een zanger(es) of een band. In tegenstelling tot een roadmanager wordt een tourmanager ingezet bij grootschalige optredens of langdurige tournees. 
Een artiest(e) of een band wordt door hun manager in overleg met een concertpromotor geboekt voor een optreden of voor een aantal optredens tijdens een bepaalde periode. De technische vereisten, de financiële aspecten, de accommodatie tijdens de tournee en de wettelijke details worden contractueel vastgelegd. Om dit alles tijdens de tournee in goede banen te leiden wordt een tourmanager ingehuurd. Zo een tourmanager is meestal een freelancer die ingehuurd wordt voor één bepaalde tournee. 

## Werkzaamheden

### Werkzaamheden vooraf
Eens het reisplan van de tournee op punt staat, berekent de tourmanager de financiële aspecten van de tournee, zoals de dagelijkse lonen voor de crewleden, de reis- en accommodatiekosten, de onkosten voor het transport, alle uitgaven voor belichting, klank en video, de visa en de werkvergunningen, het huren van repetitieruimten, de te betalen commissielonen, enz.
De touroperator neemt vooraf ook contact op met de organisatoren van de optredens en checkt o.a. de technische eisen van de artiest(e) of de band, de rider, de los- en de laadtijden van het materieel, data en uren van de voorziene optredens), de voorprogramma's, de samenstelling van de affiche, alle wettelijke aspecten (bijv. de wetgeving betreffende geluidsoverlast).
Al deze bevindingen worden gebundeld in een zgn. “tour book”.

### Tijdens de tournee
De tourmanager vergezelt de artiest(e) of de groep tijdens de tour. Tot de dagelijkse beslommeringen behoren een hele reeks van activiteiten.
- Hij/zij is de rechtstreekse tussenpersoon tussen de artiesten en de promotoren. De touroperator geeft de eisen, de wensen en de klachten door aan de betrokken instanties. Spottend wordt deze taak ook weleens omschreven als “de babysit” van de band of de artiest(e). Van de andere kant is de tourmanager ook de vertrouweling van de artiesten.
- De touroperator bemiddelt bij eventuele discussies of ruzies tussen de crew en de security, de luchtvaart- of het hotelpersoneel, de politie ...
- Hij/zij ziet erop toe dat alle tijdschema's (transport van het materieel, optredens, verplaatsingen, soundchecks, …) stipt worden nageleefd.
- Hij/zij regelt alle accommodaties en technische aspecten, evenals de kosten.
- De vergoedingen per diem (het dagelijkse “zakgeld”) van de band, de crew en de tijdelijke werkkrachten worden door hem uitbetaald.
- Hij/zij organiseert alle contacten met de (sociale) media en de fans.
- De tourmanager controleert het voorprogramma.
- Hij/zij ziet erop toe dat alle dagelijkse kosten, onkosten en inkomsten worden vereffend.
- Tot zijn/haar taak behoort ook het oplossen van alle onvoorziene gebeurtenissen.